# Cixius matsumurai
Cixius matsumurai är en insektsart som beskrevs av Matsumura 1986. Cixius matsumurai ingår i släktet Cixius och familjen kilstritar. Inga underarter finns listade i Catalogue of Life.